# Age UK
Age UK ist eine Wohltätigkeitsorganisation im Vereinigten Königreich von Großbritannien und Nordirland zur Unterstützung älterer Menschen, die am 25. Februar 2009 mit Wirkung vom 1. April 2009 durch den Zusammenschluss von Age Concern und Help the Aged gegründet wurde. Bis zum 19. April 2010 trat sie als Age Concern and Help the Aged auf.
Age UK schließt mit Age Scotland, Age Cymru and Age NI separate Organisationen für Schottland, Wales und Nordirland ein.